# پیتر ویلسون (تیرانداز)
پیتر ویلسون (انگلیسی: Peter Wilson؛ زادهٔ ۱۵ سپتامبر ۱۹۸۶) تیرانداز اهل بریتانیا است.
وی در مسابقات کشوری و بین‌المللی در مجموع برندهٔ ۱ مدال طلا، ۱ مدال نقره شده‌است.